# Martin Flämig

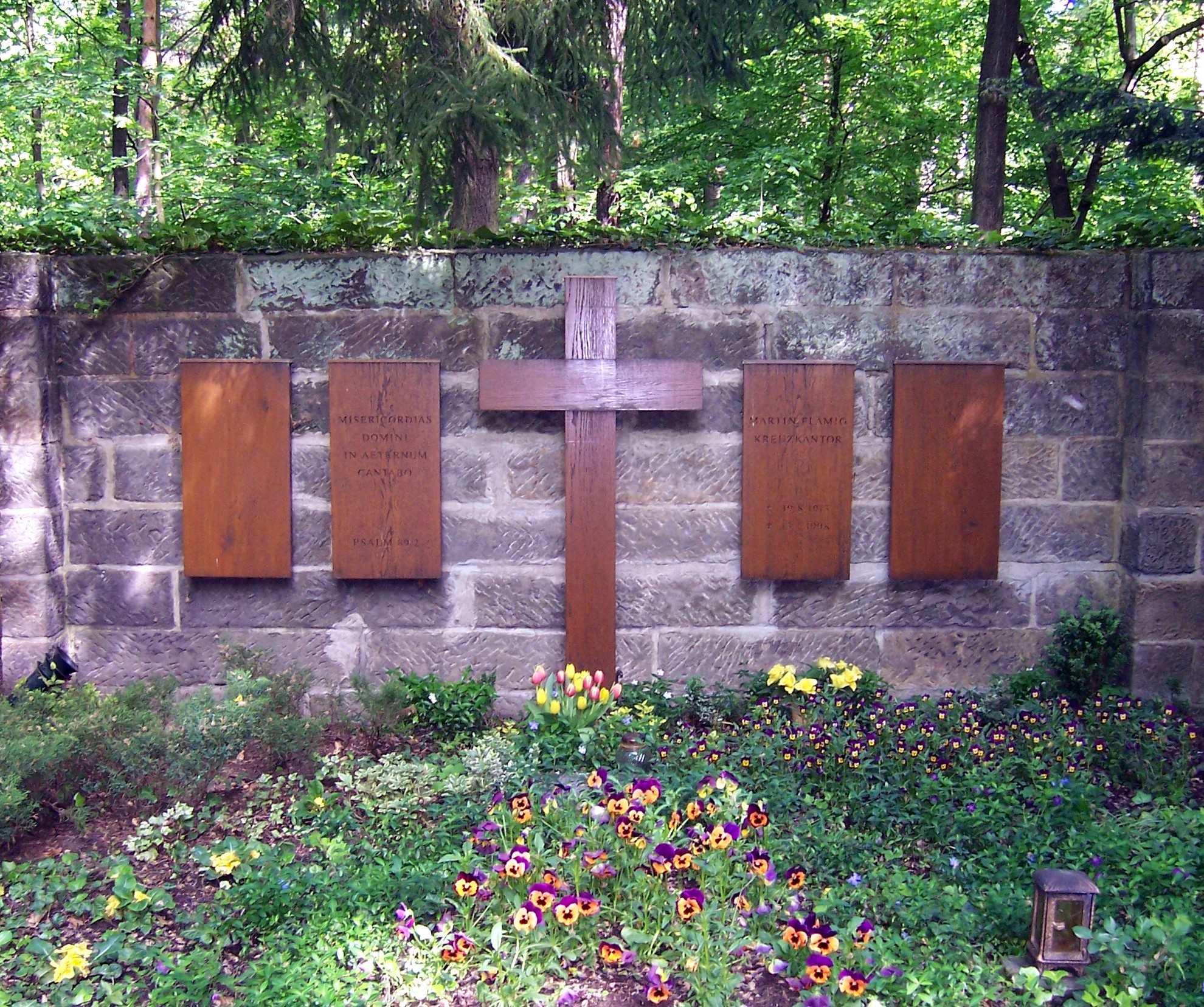
Grab Martin Flämigs auf dem Waldfriedhof Weißer Hirsch

Martin Flämig (* 19. August 1913 in Aue; † 13. Januar 1998 in Dresden) war ein deutscher Kirchenmusiker, evangelischer Landeskirchenmusikdirektor und Kreuzkantor in Dresden.

## Leben

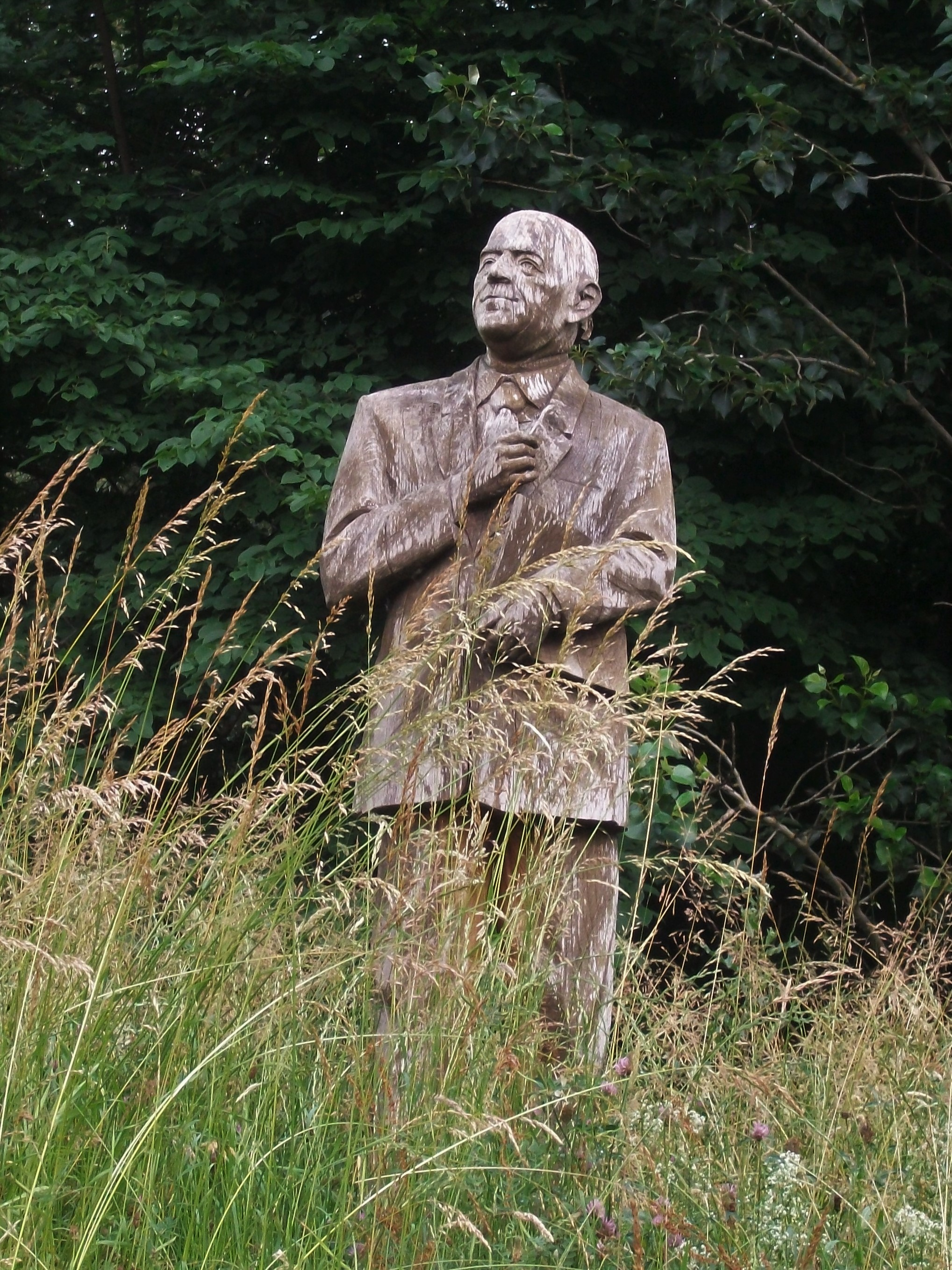
Martin Flämig (Skulptur in Aue)

Nach seinem Staatsexamen als Kirchenmusiker trat Flämig die Nachfolge von Franciscus Nagler als Kantor der Matthäuskirche in Leisnig an. Von dort kam er zunächst nach Döbeln, bevor er 1948 als Nachfolger seines ehemaligen Lehrers Alfred Stier Kantor an der Dresdner Versöhnungskirche wurde. Ein Jahr später gründete er die Landeskirchenmusikschule. Zudem leitete er bereits seit 1945 als Hochschullehrer und Abteilungsleiter das Fach Chordirigieren an der Akademie für Musik und Theater Dresden. 1953 erfolgte die Ernennung zum Professor an der Hochschule für Musik Dresden. Ab 1959 übernahm er Verpflichtungen als Lehrer am Konservatorium in Bern und Chorleiter der Engadiner Kantorei in der „Laudinella“ in St. Moritz.
Um ihm die gefährdete Weiterarbeit in der Schweiz zu ermöglichen und ihn damit als Dirigenten zu erhalten, gründeten Mitglieder der Berner Kantorei, der Basler Münsterkantorei und des damaligen Ostschweizer Auswahlchors 1962 die Evangelische Singgemeinde und stellten Martin Flämig als ihren ersten musikalischen Leiter an.
Zudem wirkte er als Organist in Bern, Thun und Effretikon sowie als Dirigent des Thuner Singkreises, des Lehrergesangvereins Seeland und des Zürcher Radiochors. 1971 wurde er als Nachfolger von Rudolf Mauersberger zum Dresdner Kreuzkantor berufen. Dieses Amt hatte er bis 1991 inne; 1988 wurde er Ehrenbürger der Stadt Dresden. Flämig war Mitglied der Evangelischen Michaelsbruderschaft und der Christlich-Demokratischen Union der DDR.
Seit 1991 lebte Flämig in Tschingel bei Gunten am Thunersee im Ruhestand. Er starb 1998 und wurde auf dem Waldfriedhof Weißer Hirsch in Dresden begraben.
In der Tageszeitung „Dresdner Neueste Nachrichten“ wurde Flämig im Jahre 2000 zu einem der „100 Dresdner des 20. Jahrhunderts“ gewählt.

## Fotografische Darstellung Flämigs (Auswahl)
- Matthias Creutziger: Martin Flämig Martin im Kulturpalast Dresden während der Probe mit Dresdner Philharmonie, Philharmonischem Chor und Kreuzchor (aus einer Serie von Fotografien, 1984)[3]
- Erich Höhne: Prof. Flämig (aus einer Serie von Fotografien, 1971)[4]